# Закон фільтрації
Закон фільтрації — встановлює зв'язок між швидкістю фільтрації (або витратами) і ґрадієнтом тиску, який спричиняє фільтраційний рух. Розглядають закони фільтрації при ламінарному русі рідини — це закон Дарсі і турбулентному — в цьому випадку швидкість фільтрації визначається за рівнянням Шезі — Краснопольського.
Лінійний закон фільтрації є справедливим за дійсної середньої швидкості руху підземних вод до 1000 м/доб або за швидкості фільтрації 400 м/доб. Такі швидкості значно перевищують швидкості природних потоків підземних вод у піщаних та крупноуламкових породах і можуть зустрічатися лише у відкритих тріщинах та карстових порожнинах. Через це у більшості випадків в інженерній геології теорія руху підземних вод розглядається в аспекті ламінарної (лінійної) фільтрації.